# Thomas Plischke
Thomas Plischke (* 20. Mai 1975 in Ludwigshafen am Rhein) ist ein deutscher Autor. Er veröffentlicht auch unter den Pseudonymen Jonas Wolf und Ole Kristiansen.

## Leben und Werke
Plischke wurde als Sohn einer kaufmännischen Angestellten und eines Psychotherapeuten geboren. Er verbrachte seine Schulzeit auf dem Max-Planck-Gymnasium in Ludwigshafen am Rhein.
Nach vier Semestern Psychologie-Studium, das er mit Übersetzungen, Lektoraten und Korrektoraten für den Verlag Feder & Schwert teilweise finanzierte, nahm er 1999 das Angebot des Verlages an, eine Ausbildung zum Verlagskaufmann zu beginnen. Während seiner Ausbildung wurde er für seine Kurzgeschichte Krüppel bei einem Schreibwettbewerb seiner Schule ausgezeichnet. 2002 beendete er seine Lehre mit Auszeichnung. Zeitgleich wurde sein erster Roman Fuchsfährten, welcher in der Rollenspielwelt Das Schwarze Auge spielt, vom Heyne Verlag und von dem Lizenzgeber Fantasy Productions angenommen und veröffentlicht.
Nach Abschluss dieser Ausbildung entschloss er sich, zusammen mit seinem Lebensgefährten Ole Christiansen in Hamburg ein Studium der Amerikanistik aufzunehmen. Während seines Studiums arbeitete er wieder als Lektor, Korrektor und Autor. Mit dem nahen Ende seines Studiums und dem Beginn der Fußball-Weltmeisterschaft 2006 gelang es ihm, seinen vierten Roman Endspiel: Das Runde im Eckigen zu veröffentlichen. Im gleichen Jahr erschien auch die Kurzgeschichtensammlung Exodus. Die Geschichten spielen in der Fantasywelt des von Feder & Schwert vertriebenen Rollenspiels Engel, wie auch Plischkes zweiter und dritter Roman, die er zusammen mit Verena Stöcklein schrieb. Im November 2007 schloss er sein Studium mit dem Magister Artium ab und nahm ein Promotionsstudium an der Universität Hamburg auf. Zu dieser Zeit begann er, Hörspiel-Drehbücher für das Label Weirdoz* zu verfassen.
Ende 2008 erschien beim Piper Verlag Die Zwerge von Amboss, der erste Band der gemeinsam mit Christiansen entwickelten Fantasy-Reihe Die Zerrissenen Reiche. Im Februar 2009 folgte der zweite Band Die Ordenskrieger von Goldberg. Im Dezember 2009 erschien beim Piper-Verlag sein Gegenwarts-Thriller mit dem Titel Kalte Krieger. Im Frühjahr 2010 erschien Die Zombies, ein Roman mit starken Horror- wie Psychothriller-Anteilen, ebenfalls bei Piper. Im Herbst 2010 wurde der dritte Teil der Zerrissenen Reiche mit dem Titel Die Halblinge des Ewigen Hains veröffentlicht. Seit 2012 schreibt Plischke unter dem Pseudonym Jonas Wolf klassische Fantasy-Romane und Sachbücher zu diesem Thema sowie unter dem Pseudonym Ole Kristiansen Thriller ohne phantastische Elemente.
Plischke geht offen mit seiner Bisexualität um, er lebt und arbeitet mit Mann und Frau in Hamburg. Er wird von der Literaturagentur AVA International vertreten.

## Werke
Die Zerrissenen Reiche
- Die Zwerge von Amboss. Piper, München 2008, ISBN 3-492-26663-0.
- Die Ordenskrieger von Goldberg. Piper, München 2009, ISBN 978-3-492-26673-4.
- Die Halblinge des Ewigen Hains. Piper, München 2010, ISBN 978-3-492-26718-2.

Die Welt des Skaldat (als Jonas Wolf)
- Im Gasthaus zum Schwarzen Eber. In: Ole Johan Christiansen, Oliver Dierssen (Hrsg.): Die Untoten. Nerdpol, ohne Ortsangabe 2011, S. 93–110.
- Heldenwinter. Piper, München 2012, ISBN 978-3-492-26719-9.
- Heldenzorn. Piper, München 2012, ISBN 978-3-492-26869-1.
- Heldenblut. Piper, München 2014, ISBN 978-3-492-26921-6.

Kriminalromane (als Ole Kristiansen)
- Der Wind bringt den Tod. dtv, München 2012, ISBN 978-3-423-21376-9.
- Das Feuer bringt den Tod. dtv, München 2014, ISBN 978-3-423-21492-6.
- Der Wald bringt den Tod. dtv, München 2016, ISBN 978-3-423-21601-2.

Alleinstehende Romane
- Endspiel: Das Runde im Eckigen. Ein verschwörerisch-skurriler Fußball-Krimi aus Deutschland. Feder & Schwert, Mannheim 2006, ISBN 3-937255-85-0.
- Kalte Krieger. Piper, München 2009, ISBN 978-3-492-26690-1.
- Die Zombies. Piper, München 2010, ISBN 978-3-492-26746-5.

Franchise-Romane
- Fuchsfährten. Heyne, München 2003, ISBN 3-453-86166-3.
- mit Verena Stöcklein: Der Schwur des Sonnenkönigs (zum Rollenspiel Engel):
  - Terra Nova. Feder & Schwert, Mannheim 2005, ISBN 3-937255-21-4.
  - Terra Incognita. Feder & Schwert, Mannheim 2005, ISBN 3-937255-46-X.
- mit Verena Stöcklein, Martina Nöth, Oliver Graute, Oliver Hoffmann: Exodus. Feder & Schwert, Mannheim 2006, ISBN 3-937255-70-2 (zum Rollenspiel Engel).
- Autopilot. Heyne, München 2012, ISBN 978-3-453-52940-3 (Justifiers-Roman 7).

Kurzgeschichten
- Fickpisse (online; PDF; 541 kB).
- Krüppel (online; PDF; 550 kB).
- Zwei müssen zurück. In: Carsten Polzin (Hrsg.): Das Fest der Elfen. Phantastische Weihnachtsstorys. Piper, München 2009, S. 77–94.
- Die Bewerbung. In: Alisha Bionda (Hrsg.): Advocatus Diaboli. Düstere Phantastik. Edition Roter Drache, Rudolstadt 2010, S. 23–44.
- In Wort und Bild. In: Ole Johan Christiansen, Oliver Dierssen (Hrsg.): Die Untoten. Nerdpol, ohne Ortsangabe 2011, S. 31–59.

Sachbücher (als Jonas Wolf)
- Alles über Hobbits. Piper, München 2012, ISBN 978-3-492-26865-3.
- Alles über Elfen. Piper, München 2013, ISBN 978-3-492-26918-6.